# خبة (بلاد الروس)

تعديل مصدري - تعديل

خبة هي إحدى قرى عزلة ربع العبس بمديرية بلاد الروس التابعة لمحافظة صنعاء، بلغ تعداد سكانها 471 نسمة حسب تعداد اليمن لعام 2004.